# 贾奈特
贾奈特（阿拉伯语：‎）是阿尔及利亚伊利济省的一座城市，位于撒哈拉沙漠中的一处绿洲。